# Quảng Châu, Quảng Trạch
Quảng Châu là một xã thuộc huyện Quảng Trạch, tỉnh Quảng Bình, Việt Nam.

## Địa lý
Xã Quảng Châu nằm ở trung tâm huyện Quảng Trạch, có vị trí địa lý:
- Phía đông giáp xã Quảng Tùng và xã Quảng Hưng
- Phía tây giáp xã Quảng Lưu
- Phía nam giáp xã Quảng Tiến
- Phía bắc giáp xã Quảng Hợp và xã Quảng Kim.

Xã Quảng Châu có diện tích 41,01 km², dân số năm 2019 là 10.030 người, mật độ dân số đạt 245 người/km².

## Hành chính
Xã Quảng Châu được chia thành 9 thôn: Trung Minh, Tiền Tiến, Hòa Lạc, Đất Đỏ, Hạ Lý, Tùng Giang, Lý Nguyên, Sơn Tùng, Tân Châu.

## Kinh tế
Ngành nghề chủ yếu của địa phương vẫn là làm nông nghiệp: Trồng lúa, hoa màu (vừng, lạc, mía, sắn, ngô, khoai,...) chăn nuôi (lợn, bò, gà, dê...), nuôi tôm sú,...
Về lâm nghiệp, địa phương trồng nhiều như: bạch đàn, cao su, thông,...
Rượu gạo men riềng Quảng Châu là 1 đặc sản khá nổi tiếng bởi nồng độ cao và có hương vị riêng.